# Street Scene (pel·lícula)
Street Scene és una pel·lícula dramàtica nord-americana del 1931 produïda per Samuel Goldwyn i dirigida per King Vidor. És anterior al codi Hays de 1934, que determinava que era «moralment acceptable».
El guió és d'Elmer Rice adaptat de l'obra de teatre guanyadora del Premi Pulitzer Street Scene, i l'acció té lloc als carrers de la ciutat de Nova York des de la tarda fins a la tarda següent. Llevat d'una escena que es produeix dins d'un taxi, Vidor va rodar tota la pel·lícula en un sol plató que representa una meitat de bloc de façana.
La pel·lícula és protagonitzada per Estelle Taylor, David Landau, Sylvia Sidney, William Collier, Jr., i Beulah Bondi en el seu debut. La banda sonora és d'Alfred Newman i és la seva primera partitura completa de música per a cinema. Newman va compondre el tema homònim del títol, a l'estil de Rhapsody in Blue de George Gershwin. El tema s'ha fet servir en altres films, incloses El plor de la ciutat, Kiss of Death, I Wake Up Screaming, Where the Sidewalk Ends, The Dark Corner, Gentleman's Agreement i també a l'overtura de How to Marry a Millionaire.
El febrer de 2020 fou projectada al 70è Festival Internacional de Cinema de Berlín, com a part d'una retrospectiva dedicada a la carrera de King Vidor.

## Argument
En una calorosa tarda d'estiu a la façana d'un edifici del Lower East Side, Emma Jones fa safareig amb altres veïns sobre l'afer entre la veïna Anna Maurrant i el lleter Steve Sankey. Quan arriba el maleducat i antipàtic Frank Maurrant, canvien de tema. Mentrestant, la seva filla adolescent Rose Maurrant està pressionada sexualment pel seu cap casat, el senyor Bert Easter. Tanmateix, a Rose li agrada molt el seu amable veí jueu, Sam, del qual està enamorat.
L'endemà al matí, Frank Maurrant diu a la seva dona que viatja a Stamford per negocis. La senyora Maurrant es troba amb el gentil Sankey al seu pis, però per fora Frank torna a casa. S'adona que la seva dona està a la planta baixa amb Sankey i puja cap a dalt. Senten trets i veuen els dos homes que lluiten mentre Sankey intenta escapar per la finestra. Maurrant es queda amb una pistola. Ha assassinat Sankey i ha ferit fatalment la seva dona.
Maurrant és arrestat i conduït per la policia. Disculpa la seva filla Rose, que ara haurà de mantenir-se sola i del seu germà petit sense cap dels dos pares. El cap de Rose ofereix una vegada més instal·lar-se al seu pis, però ella s'hi nega. Després veu Sam i li diu que vol sortir de la ciutat. Sam demana que la deixi anar amb ella, però li diu que serà millor que els dos tinguin un parell d'anys més abans de plantejar-se ser parella. Rose se'n va del carrer sola.

## Repartiment
El repartiment es mostra aquí en l'ordre mostrat als crèdits:
- Walter Miller - Bert Easter (cap de Rose)
- Sylvia Sidney - Rose Maurrant
- William Collier, Jr. - Sam Kaplan
- Estelle Taylor - Mrs. Anna Maurrant
- Beulah Bondi - Emma Jones
- David Landau - Frank Maurrant
- Matt McHugh - Vincent Jones
- Russell Hopton - Steve Sankey
- Greta Granstedt - Mae Jones
- Eleanor Wesselhoeft - Marguerite "Greta" Fiorentino
- Allan Fox - Dick McGann
- Nora Cecil - Alice Simpson
- Walter James - Marshal James Henry
- Max Montor - Abe Kaplan
- T.H. Manning - George Jones
- Conway Washburne - Danny Buchanan
- John Qualen - Karl Olsen
- Ann Kostant - Shirley Kaplan
- Adele Watson - Olga Olsen
- Lambert Rogers - Willie Maurrant
- George Humbert - Filippo Fiorentino
- Helen Lovett - Laura Hildebrand
- Richard Powell - Oficial Harry Murphy